# Bring the Noise
Bring the Noise — пісня гурту Public Enemy, випущена 1987 року. Вийшла в альбомі Less Than Zero, а також як сингл.
Ця пісня потрапила до списку 500 найкращих пісень усіх часів за версією журналу Rolling Stone